# Billy Drago
Billy Drago (bürgerlich William Eugene Burrows; * 30. November 1945 in Hugoton, Kansas; † 24. Juni 2019 in Los Angeles, Kalifornien) war ein US-amerikanischer Schauspieler.

## Leben
William Eugene Burrows wurde 1945 als Sohn von William und Gladys Burrows in Kansas geboren. Als Künstlernamen wählte er den Namen Drago, den Geburtsnamen seiner Großmutter, um Verwechslungen mit einem anderen Schauspieler namens Burrows zu vermeiden. Dragos ethnische Wurzeln gehen zurück auf eingewanderte Roma und indianische Apachen.
Nach der Highschool arbeitete Drago zunächst als Stuntman in Dodge City und besuchte anschließend die University of Kansas. Nach dem College arbeitete er als Radiomoderator, bevor er sich Schauspielgruppen in Kanada und New York City anschloss.
Drago war von 1980 bis zu ihrem Tod im Jahr 2012 mit der Schauspielerin Silvana Gallardo verheiratet. Dragos Sohn Darren E. Burrows (* 1966) ist ebenfalls Schauspieler. Billy Drago starb im Juni 2019 im Alter von 73 Jahren an einem Schlaganfall.

## Karriere
Billy Drago begann seine Schauspielkarriere im Jahr 1979 in der Miniserie Der lange Treck und Filmen wie Cutter’s Way – Keine Gnade und No Other Love. Er trat in der Folge in zahlreichen Fernsehserien als Episodendarsteller auf. Einige Beispiele sind Hardcastle & McCormick und Trapper John, M.D. In der Folge spielte er beispielsweise Rollen in Tremors 4 – Wie alles begann und Delta Force 2 – The Columbian Connection.
In Brian De Palmas Film The Untouchables – Die Unbestechlichen war er als fiktionalisierte Version von Frank Nitti neben Kevin Costner und Sean Connery zu sehen.
In Deutschland wurde Billy Drago vor allem durch Gastauftritte in der Serie Charmed – Zauberhafte Hexen bekannt, in welcher er über mehrere Staffeln hinweg Barbas, den „Dämon der Angst“, verkörperte. Außerdem übernahm er in der Supernatural-Folge „Ewiges Leben“ die Gastrolle des Doc Benton.
In der Serie Die Abenteuer des Brisco County jr. spielte Drago den Wildwest-Gangsterboss John Bly, den Anführer der Mörder von Brisco County sr. Die Serie wurde jedoch nach einer Staffel eingestellt. Neben Udo Kier, David Carradine und Norman Reedus war er in Paul Sampsons Action-Comedydrama Night of the Templar zu sehen.
Im Jahre 2001 hatte er einen Gastauftritt in Michael Jacksons Musikvideo You Rock My World.

## Filmografie (Auswahl)
- 1979: No Other Love (Fernsehfilm)
- 1981: Cutter’s Way – Keine Gnade (Cutter’s Way)
- 1983–1986: TJ Hooker (Fernsehserie, 2 Episoden)
- 1984–1985: Hunter (Fernsehserie, Folge 1x08: Pen Pals, Folge 2x13: War Zone)
- 1984: Automan (Fernsehserie, 1 Episode)
- 1985: Invasion U.S.A.
- 1985: Pale Rider – Der namenlose Reiter (Pale Rider)
- 1985: Hardcastle & McCormick (Hardcastle and McCormick, Fernsehserie, 1 Episode)
- 1985: Trapper John, M.D. (Fernsehserie, eine Episode)
- 1985: Das Model und der Schnüffler (Moonlighting, Fernsehserie, 1 Episode)
- 1986: Vamp
- 1986: Ein Colt für alle Fälle (The Fall Guy, Fernsehserie, 1 Episode)
- 1987: The Untouchables – Die Unbestechlichen (The Untouchables)
- 1988: Hero – Der Supercop (Hero and the Terror)
- 1988: Erben des Fluchs (Friday the 13th: The Series)
- 1989: Tödliches Trauma (Prime Suspect)
- 1989: True Blood
- 1990: Delta Force 2 – The Columbian Connection (Delta Force 2: The Colombian Connection)
- 1991: American Steel (Diplomatic Immunity)
- 1992: Guncrazy
- 1993: Cyborg 2
- 1993–1994: Die Abenteuer des Brisco County jr. (The Adventures of Brisco County Jr., Fernsehserie, 6 Episoden)
- 1994: Astrocop (Lunarcop)
- 1995: The Takeover – Nackte Gewalt (The Takeover)
- 1995: Walker, Texas Ranger (Fernsehserie, eine Episode)
- 1996: Sci-Fighter – Vorhof zur Hölle (Sci-Fighters)
- 1996: Shadow Warrior
- 1997: Attack on Devil’s Island
- 1999: 127 Tage Todesangst (Lima: Breaking the Silence)
- 1999: Nash Bridges (Fernsehserie, eine Episode)
- 1999–2004: Charmed – Zauberhafte Hexen (Charmed, Fernsehserie, 7 Episoden)
- 2000: Akte X – Die unheimlichen Fälle des FBI (The X Files, Fernsehserie, eine Episode)
- 2001: Michael Jackson – You Rock My World (Musikvideo)
- 2002: Final Punch (The Circuit)
- 2004: Mysterious Skin – Unter die Haut (Mysterious Skin)
- 2004: Tremors 4 – Wie alles begann (Tremors 4: The Legend Begins)
- 2005: Demon Hunter
- 2006: Masters of Horror (Fernsehserie, Folge 1x13)
- 2006: Soul Searchers
- 2006: Seven Mummies
- 2006: The Hills Have Eyes – Hügel der blutigen Augen (The Hills Have Eyes)
- 2007: Moving McAllister
- 2008: 3 Stories About Evil
- 2008: Supernatural
- 2009: Die Geisterstadt
- 2010: Downstream
- 2011: Kinder des Zorns: Genesis – Der Anfang (Children of the Corn: Genesis)
- 2013: Balls to the Wall
- 2013: Night of the Templar
- 2014: Joe Albany – Mein Vater, die Jazz-Legende (Low Down)
- 2014: The Dance